# シャドウ・レーシング・カーズ
シャドウ（Shadow Racing Cars ）は、いくつかの自動車競技選手権に参戦したアメリカ及びイギリスのレースチームで、1973年から1980年まではF1にコンストラクターとして参戦した。

## 活動歴

### Can-AM

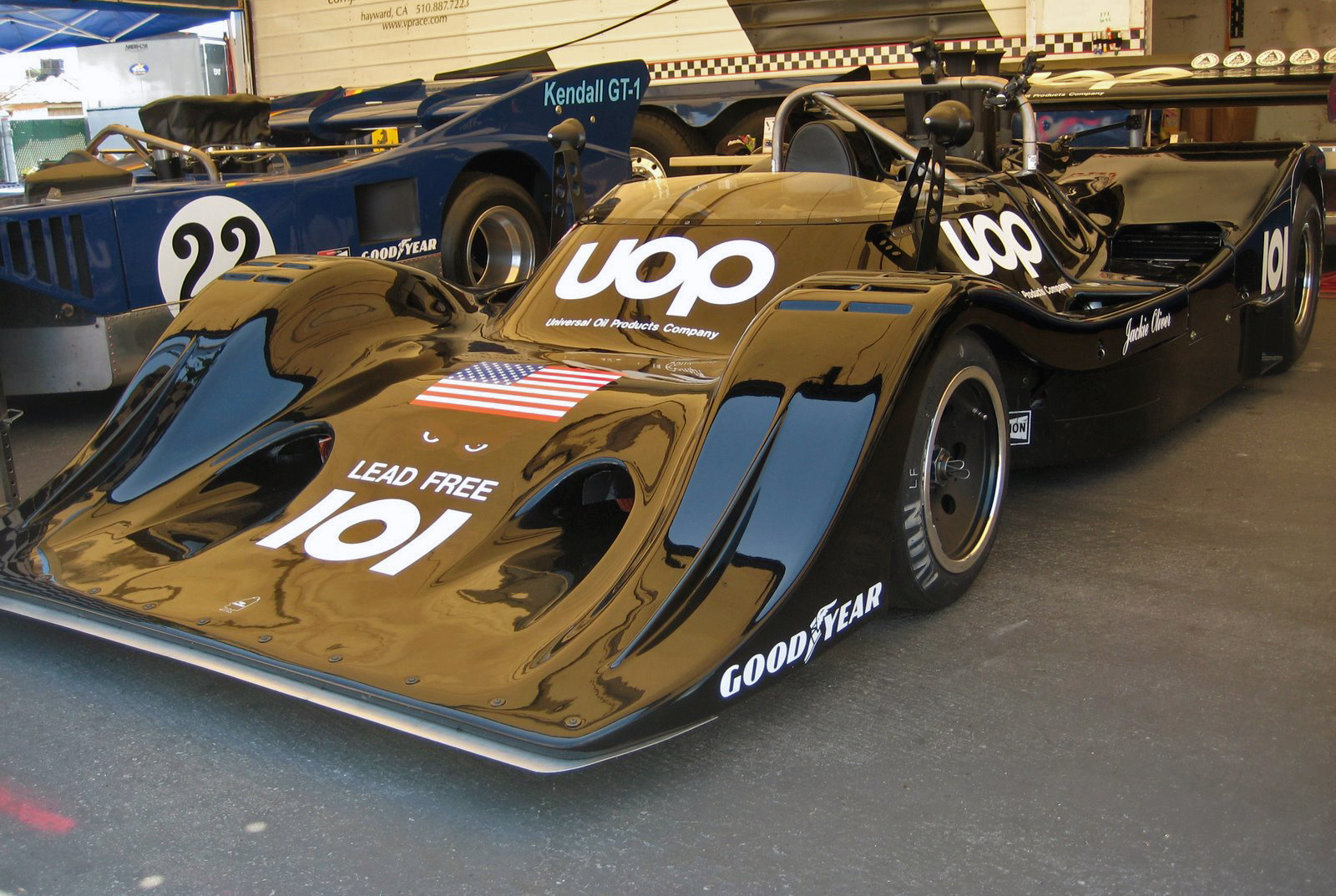
1974年Can-Amチャンピオンとなったシャドウ・DN4

1968年、チームオーナーのドン・ニコルズがカリフォルニアでアドバンスト・ヴィーグル・システムズ（Advance Vehicle Systems）を設立。「AVSシャドウ」の名でレーシングカーを製造し、北米のCan-AmシリーズやF5000に参戦した。Can-Amシリーズ用1号車のMk.Iは空気抵抗を減らすため超低車身と小径タイヤに挑戦したが、斬新なアイデアも不発に終わった。
1971年には石油会社UOP（Universal Oil Products）がスポンサーとなり、チーム名も「UOPシャドウ」に変更。1972年にはBRMからデザイナーのトニー・サウスゲートが移籍する。1974年にはジャッキー・オリバーがCan-Amのチャンピオンとなるが、これはマクラーレン、ポルシェの両ワークスが撤退したことが関係していた。

### F1参戦

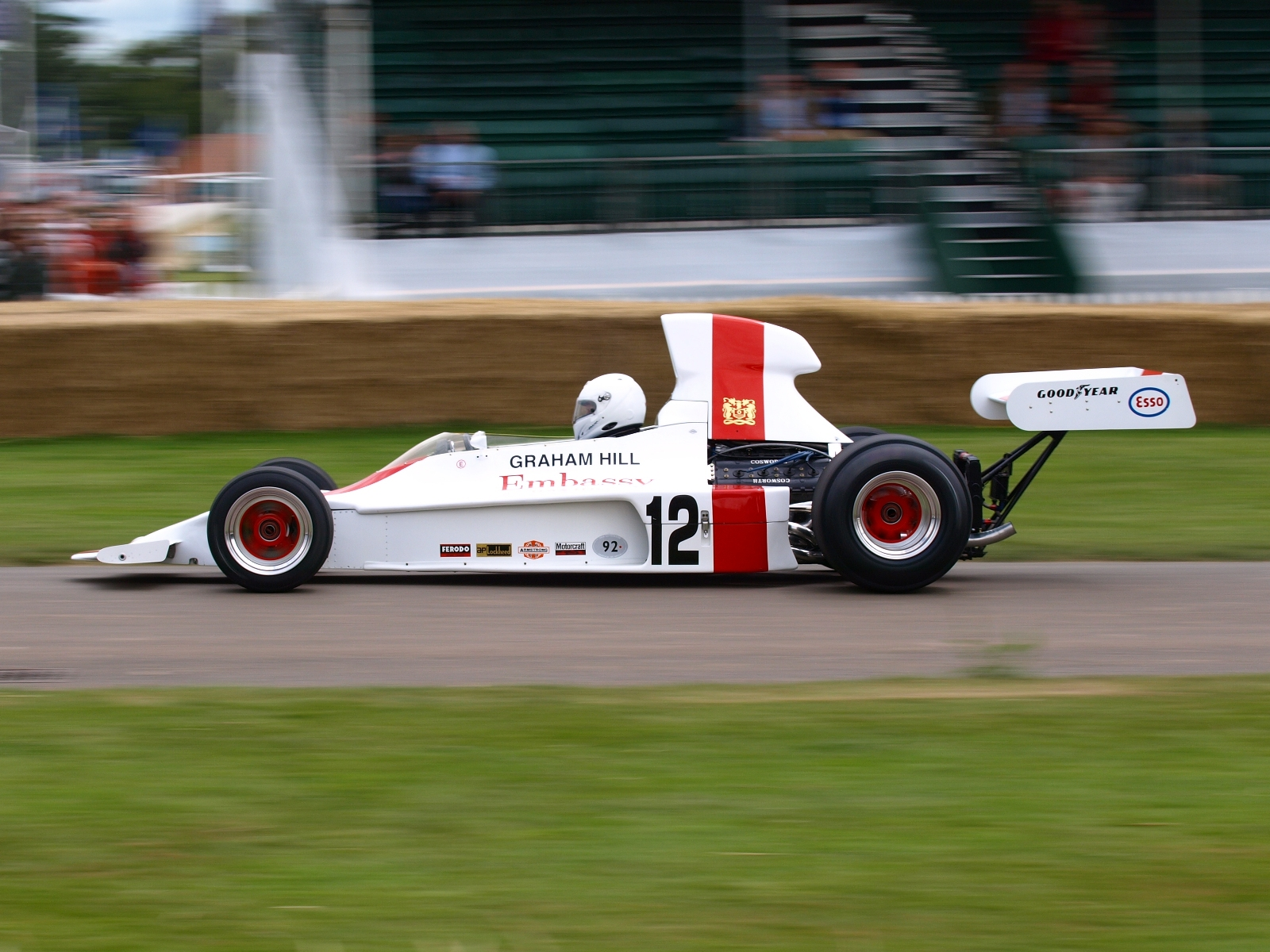
エンバシー・レーシングのDN1（2008年グッドウッド・フェスティバル・オブ・スピードにて）

1973年にはイギリス支部を設け、Can-Amと平行してF1にも参戦を始める。サウスゲートがフォード・コスワース・DFVエンジン搭載マシン「DN1」を開発。フォルマーとジャッキー・オリバーの2台体制のほか、グラハム・ヒルが設立したエンバシー・レーシングへも1台を供給した。初戦南アフリカグランプリで6位入賞し、スペイングランプリ（フォルマー）とカナダグランプリ（オリバー）で3位表彰台を獲得するなど新興チームとしては好成績を収めた。
ドン・ニコルズのイニシャルがつけられたマシン、DNシリーズはフロント部分にラジエーターを配置した「チセル（鑿）ノーズ」が特徴であり、チーム名の「影」を象徴するような漆黒に塗られたマシンも個性的であった。
1974年はマクラーレンで前年2度優勝したピーター・レブソンをエースドライバーとして迎え入れたが、第3戦南アフリカグランプリ直前のテスト中、サスペンショントラブルでレブソンが事故死するという悲劇に見舞われた。チームメイトのヨーロッパF2選手権チャンピオンジャン＝ピエール・ジャリエはモナコグランプリで3位を獲得。トークンから途中加入したトム・プライスも才能の片鱗をみせてチームを救った。

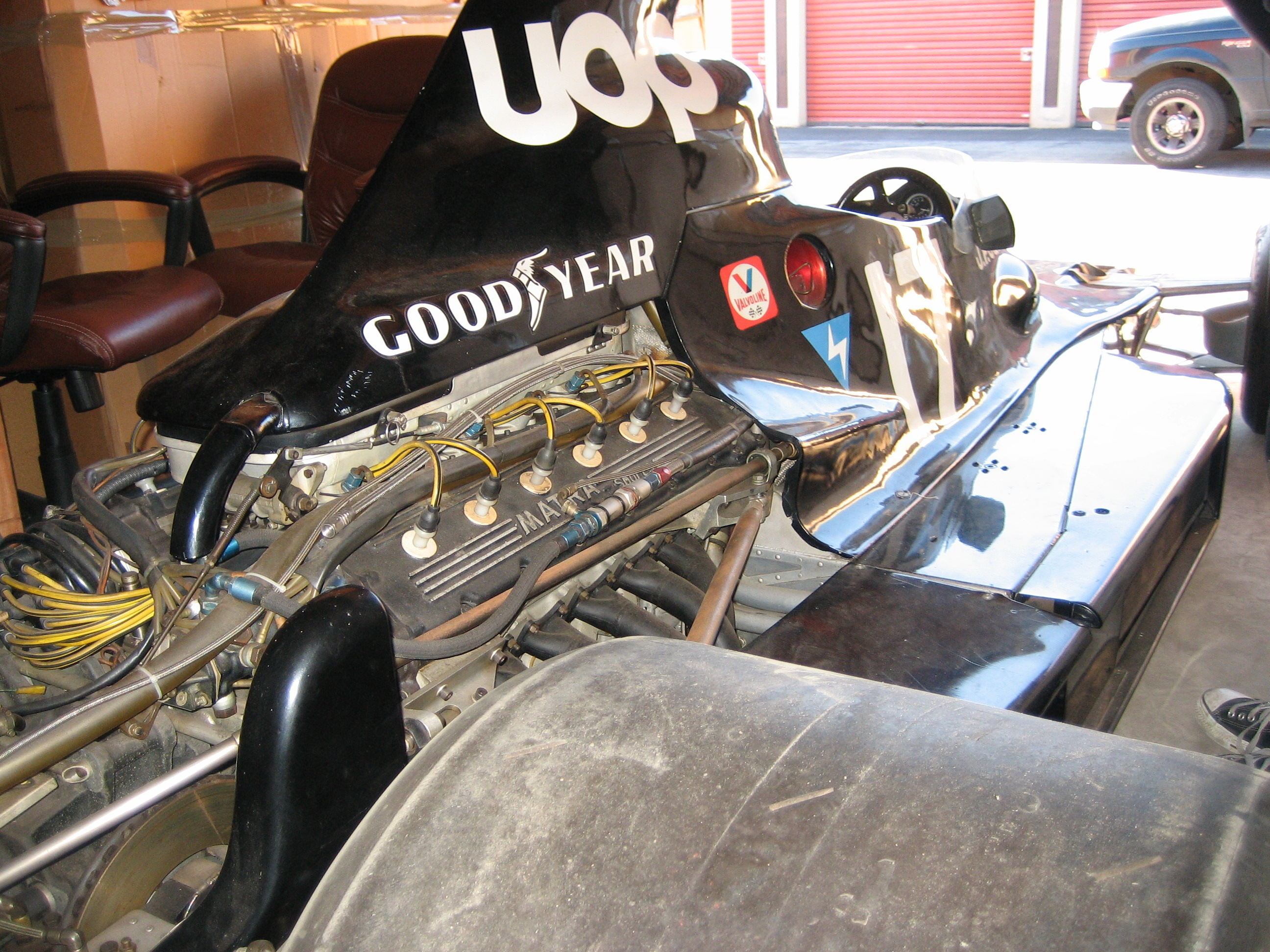
シャドウDN7に搭載されたマトラV12エンジン

1975年はジャリエが開幕2戦連続ポールポジションを獲得して周囲を驚かせた。しかし、アルゼンチングランプリでは決勝レース前に故障し、ポールポジショングリッドに着けないという失態を演じた。プライスもイギリスグランプリでポールポジションを獲得するなど、予選ではたびたび上位進出するものの信頼性に乏しく、目ぼしい結果はオーストリアグランプリの決勝3位（プライス）のみであった。シーズン終盤の2戦ではマトラのV型12気筒エンジンを搭載した改良型マシンを投入した。
シャドウはUOPからの豊富なスポンサーマネーで活動していたが、1976年にはUOPが撤退したため資金難に陥る。プライスが3位1回を含む全得点を稼いだが、ジャリエは無得点に終わった。

### 悲劇と初勝利
1977年、因縁の南アフリカグランプリで再び悲劇が起こる。この年から加入したレンツォ・ゾルジがトラブルでコース脇に停車。消火しようとコースを横切ったマーシャルが後続のプライスのマシンに撥ねられ死亡。プライスもマーシャルの消火器がヘルメットを直撃して死亡した（事故の詳細はトム・プライス#事故死を参照）。
プライスの後任として加入したアラン・ジョーンズはしぶとく入賞を重ね、第12戦オーストリアグランプリでは予選14位から快走し、自身とチームの初優勝を達成した。コンストラクターズポイントも23点とチーム創設以来の最高成績を収めた。
しかしその年の終わり、アラン・リース、ジャッキー・オリバー、トニー・サウスゲートらチームの主要メンバーが離脱し、新コンストラクターアロウズを設立した。シーズン途中にデビューし、後にF1出場256戦という大記録を残すリカルド・パトレーゼもアロウズへ移籍し、ジョーンズはウィリアムズへ移籍した。

### 分裂から消滅へ

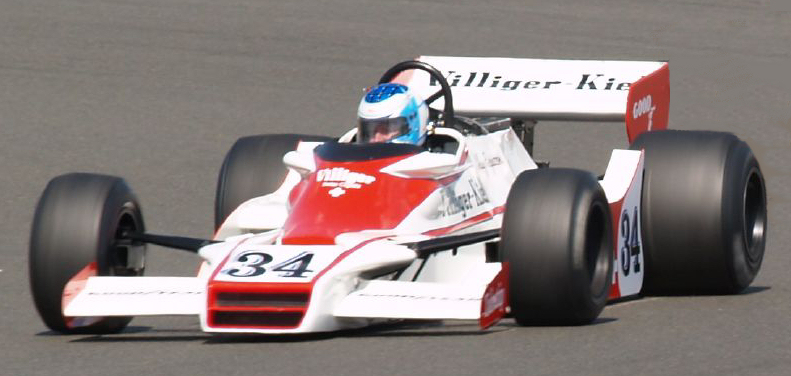
アロウズと訴訟問題になったシャドウDN9

1978年はベテランのクレイ・レガツォーニとハンス＝ヨアヒム・スタックが加入し、サウスゲートが残した「DN9」で走ったものの下位に沈み、決勝5位が最高成績だった。
サウスゲートは「DN9」の図面をもとにアロウズのマシン「FA1」を製造したが、シャドウはこれをデザインの盗用であると訴え、法廷闘争に持ちこみ勝訴した（FA1は使用禁止）。この一件はマシンデザインの知的財産権を巡り1990年代後半から論争となる「コピーマシン問題」の先例となった。
1979年は若手のヤン・ラマースとエリオ・デ・アンジェリスを起用したが、予選落ちを喫することもあった。最終戦で4位に入賞したアンジェリスは名門ロータスに引き抜かれた。
1980年は香港の大富豪テディ・イップがスポンサーとなり、ステファン・ヨハンソン、デビット・ケネディ、ジェフ・リース（後に日本のレース界で活躍する）らが出走したが予選落ちの常連となった。第5戦ベルギーグランプリ後にイップがチームを買収。第7戦フランスグランプリをもってシャドウの名での活動を終え、マシンや施設などはセオドール（第二期）に引き継がれた。

## 変遷表
| 年     | エントリー名                                                                                  | 車体型番    | タイヤ | エンジン           | 燃料・オイル   | ドライバー | ランキング | 優勝数 |
| ------ | --------------------------------------------------------------------------------------------- | ----------- | ------ | ------------------ | -------------- | --- | ---------- | ------ |
| 1973年 | UOP・シャドウ・レーシング・チーム Embassy Racing (DN1)                                        | DN1         | G      | フォードDFV        | UOP            | ジョージ・フォルマー ジャッキー・オリバー グラハム・ヒル ブライアン・レッドマン                                                                    | 8          | 0      |
| 1974年 | UOP・シャドウ・レーシング・チーム                                                             | DN1,DN3     | G      | フォードDFV        | UOP            | ジャン＝ピエール・ジャリエ ピーター・レブソン ブライアン・レッドマン ベルティル・ルース トム・プライス                                             | 8          | 0      |
| 1975年 | シャドウ・レーシング・チーム                                                                  | DN3,DN5,DN7 | G      | フォードDFV マトラ | UOP,バルボリン | ジャン＝ピエール・ジャリエ トム・プライス | 6          | 0      |
| 1976年 | シャドウ・レーシング・チーム シャドウ・レーシング・ウィズ・タバティップ Team PR Reilly (DN3B) | DN5B,DN8    | G      | フォードDFV        | バルボリン     | ジャン＝ピエール・ジャリエ トム・プライス マイク・ワイルズ                                                                                         | 8          | 0      |
| 1977年 | シャドウ・レーシング・チーム                                                                  | DN5B,DN8    | G      | フォードDFV        | エルフ         | トム・プライス レンツォ・ゾルジ アラン・ジョーンズ リカルド・パトレーゼ ジャッキー・オリバー アルトゥーロ・メルツァリオ ジャン＝ピエール・ジャリエ | 7          | 1      |
| 1978年 | シャドウ・レーシング・チーム インタースコープ・レーシング                                     | DN8,DN9     | G      | フォードDFV        | バルボリン     | クレイ・レガツォーニ ハンス＝ヨアヒム・スタック ダニー・オンガイス                                                                                 | 11         | 0      |
| 1979年 | サムソン・シャドウ・レーシング・チーム インタースコープ・シャドウ・レーシング・チーム         | DN9         | G      | フォードDFV        | バルボリン     | ヤン・ラマース エリオ・デ・アンジェリス | 10         | 0      |
| 1980年 | シャドウ・カーズ セオドール・シャドウ                                                         | DN11,DN12   | G      | フォードDFV        |                | ステファン・ヨハンソン デビッド・ケネディ ジェフ・リース                                                                                           | -          | 0      |

## エピソード

### ドン・ニコルズと日本
チーム創設者のドン・ニコルズ (Don Nichols, 1924年 - 2017年) は太平洋戦争後にアメリカ軍の軍人として来日。朝鮮戦争に従軍したのち、共産主義国の工作活動を水際で食い止める隠密活動に従事した。退役後も日本に留まり、1960年代の日本の自動車レース黎明期に海外とのパイプ役として立ち回り、「ドンニコ」の愛称で親しまれた。
NASCARの交渉人として富士スピードウェイ建設計画の立ち上げに関わり、コース設計のアドバイザーとしてスターリング・モスを招聘。サーキットの開業時にはジム・クラークの来日・試走を斡旋した。
また、レーシングカーやエンジン、タイヤ、オイルなどを輸入する代理人ビジネスで財を成した。1968年日本グランプリで優勝した日産・R381に搭載されたシボレーエンジンは、ニコルズの仲介によりムーン社がチューニングを施した。酒井正のマシンとして知られたデイトナ・コブラ（シャシーNo.CSX2300）も輸入している。
レーサーとしてもいすゞ自動車のワークスドライバーとして、1963年の第1回日本グランプリにベレルで出場し、同年の第1回ストックカーレースでは優勝している。1967年の第4回日本グランプリでは「ロドニー・クラーク」名義でローラ・T70に乗り出走した。
ニコルズには、シャドウのメインスポンサーを探す際に、『フォーチュン500』に載っている企業のAからアルファベット順に片っ端から電話をかけ、UOP石油に辿りついたという逸話がある。
2017年8月、92歳で永眠。

### コンストラクター名の由来
シャドウというコンストラクター名は、1930年代にアメリカのパルプコミックに連載されたダークヒーローものの漫画" The Shadow "を由来とする。ニコルズは少年時代にこの作品を好み、オーソン・ウェルズが演じるラジオドラマも聴いていたという。チームのロゴマークは、黒マントにつば広帽子という漫画のキャラクターをモチーフにしていた。